# 資本儲備
資本儲備是指將目前有餘裕的資源，預先儲備，並轉而投入生產性的項目上。
亞當·史密斯在國富論中談論資本時強調，錯誤運用資本(例如思慮欠缺周詳的生意)，和生活浪費一樣，都會減少準備用來維持生產性勞動的財源。此外，相對於難以克制的鋪張浪費、即時享樂的激情衝動，促使我們儲蓄的力量是我們想改善自己處境的欲望，並在未來將之投入在生產性的事業或耐久財上。
因此，資本儲備本質上也具有遞延消費、延遲享樂的特質，用以換取對抗通膨侵蝕的財富成長。